# Sarre (Włochy)
Sarre – miejscowość i gmina we Włoszech, w regionie Dolina Aosty.
Według danych na styczeń 2009 gminę zamieszkiwały 4774 osoby przy gęstości zaludnienia 169,7 os./1 km².

## Zamek
W Sarre znajduje się zamek królewski rodu Savoya, który wznosi się nad autostradą w kierunku Mont Blanc. Zamek w Sarre to jeden z wielu średniowiecznych zabytków regionu Dolina Aosty we Włoszech. Usytuowany na niewielkim wzgórzu, dominuje nad wejściem w górne partie doliny. Jego prymitywny zalążek to wieża zbudowana na planie kwadratu w 1242 roku przez Giacoma z Bard, założyciela rodu Sarre. Konstrukcja ta pozostawała w rodzinie Bard do 1364 roku, momentu śmierci Pietra z Sarre, ostatniego męskiego potomka. Hrabia Aosty - Amedeo VI Savoya przekazał zamek Enricowi z Quart, jednemu z członków rodu z Quart, miasta położonego niedaleko Sarre. Z początkiem lat 1700 zamek przeszedł w posiadanie barona Jeana-François Ferroda, wspólnika hrabiego Perrone z San Martino, właściciela kopalni miedzi w Ollomont. Ferrod rozpoczął przebudowę budowli, pozostawiając średniowieczną wieżę jako bazę, którą obudował trójkondygnacyjnymi budynkami. Obok nowo powstałych obiektów w 1713 roku wzniósł kaplicę ofiarowaną św. Barbarze i św. Mikołajowi. Po Ferrodzie przez ponad półtora wieku zamek posiadał wielu właścicieli.
W 1869 roku od notariusza z Aosty, Leonarda Garborego, za sumę 55 tysięcy lirów zamek nabył król Wiktor Emanuel II. Nowy nabywca zlecił dobudowanie stajni i podwyższenie wieży z przeznaczeniem na obserwatorium łowieckie. Zamek stał się rezydencją królewską na czas polowań w Dolinie Aosty. Trofea łowieckie, tj. poroża jeleni, kozic górskich, a przede wszystkim rzadkiego okazu tzw. koziorożca alpejskiego (stambecco), pozwalały ozdabiać i upiększać wnętrza komnat.
Humbert I, syn Victora Emanula II, rozpoczął sukcesywne unowocześnianie zamku, który po latach stał się wakacyjną rezydencją Książąt Piemontu: Humberta II i jego żony Marii José.
Podczas II wojny światowej zamek służył jako schronienie dla oddziałów wojskowych, które doszczętnie go zniszczyły i pozbawiły dużej części umeblowania. W 1972 roku rodzina Savoya odsprzedała zamek Towarzystwu Moriana w Aoście, które otwarło jego podwoje dla zwiedzających jako Muzeum Pamięci Dynastycznych. W 1989 roku zamek przeszedł na własność Regionu Doliny Aosty, który wykonał wiele prac restauracyjnych i umieścił go na Liście Dziedzictwa Kulturowego.
Według historycznych dokumentów, luksusowy zamek królewski w Sarre na parterze mieścił salę jadalną, apartament księcia Neapolu, Wiktora Emanuela III, i pomieszczenie dla stróża, natomiast w podziemiach mieściły się: kuchnia, spiżarnia i piwnice. Na pierwszym piętrze w dużym holu znajduje się makieta (model) zamku oraz obrazy innych zabytków Regionu. W sali królewskiej można zobaczyć portrety pierwszych władców Zjednoczonych Włoch: Wiktora Emanuela II i Humberta I, jak również innych członków rodziny Savoya: królową Małgorzatę, żonę Humberta I, księcia Eugenia di Savoya Carignano (1816-1888), księcia Genui, Tommasa (1854-1931), brata królowej Małgorzaty. Obrazy są dziełem malarzy dworskich, którzy odnosili sukcesy w świecie florenckiej kultury. Jednym z takich malarzy był Antonio Fontanesi, którego dzieło zatytułowane Altacomba - pamięć o cudownej fontannie można podziwiać na zamku w Sarre. Płótno przedstawia miejsce w pobliżu francuskiego opactwa nad jeziorem Le Bourget w Altacomba, gdzie zostają składane prochy członków rodziny Savoya.
W salach na drugim piętrze znajdują się niektóre portrety powstałe w okresie Wiktora Emanuela III i jego żony Eleny Montenegro. Głównymi autorami dzieł są Giacomo Grossoma i Cypriano Cei. Zobaczyć można również rzeźbę z gipsu przedstawiającą królową Małgorzatę, dłuta Michelangela Montiego i obraz Basilia Cascellego, ukazujący uroczystość ślubną książąt Piemontu Humberta II i Marii José 8 stycznia 1930 roku. Ceremonia zaślubin odbywała się w Kaplicy Paolina Pałacu Kwiryńskiego w Rzymie (obecnie siedziba prezydentów Włoch). W innej z sal podziwiać możemy portrety wykonane pastelami (kredką) przedstawiające Marię Pię, Marię Gabrielę, Marię Beatrycze – córki ostatniego monarchy Italii. Pastele wykonane zostały w 1949 roku podczas emigracji rodziny do portugalskiej miejscowości Cascais (podczas II wojny światowej Portugalia była państwem neutralnym). W części zewnętrznej zamku usytuowana jest kaplica z XVIII wieku ofiarowana świętym Barbarze i Mikołajowi, nie posiada bogatego wyposażenia, a jedynie drewniany ołtarz, kamienną podłogę, klęcznik królowej Małgorzaty z herbem Savoya oraz malowidła przedstawiające błogosławionych rodu.